# Resolució 40 del Consell de Seguretat de les Nacions Unides
La Resolució 40 del Consell de Seguretat de les Nacions Unides, aprovada el 28 de febrer de 1948, va requerir a la Comissió de Bons Oficis la vigilància del desenvolupament polític en l'occident de Java i a Madura de la Revolució Nacional d'Indonèsia, devent informar de la situació amb regularitat al Consell.
La resolució va ser adoptada per vuit vots a favor i amb les abstencions de l'Argentina, RSS d'Ucraïna i la Unió Soviètica.